# س. لورينغ بريس
س. لورينغ بريس (بالإنجليزية: C. Loring Brace)‏ هو عالم إنسان أمريكي، ولد في 19 ديسمبر 1930 في هانوفر في الولايات المتحدة، وتوفي في 7 سبتمبر 2019.